# 浅美裕子
浅美 裕子（あさみ ゆうこ、1966年12月22日 - ）は、日本の女性漫画家。埼玉県川越市出身。城西大学理学部卒業。夫は漫画家の光原伸。本名：原裕子（はら ゆうこ）、旧姓：浅見。

## 来歴・人物
代表作に週刊少年ジャンプ連載『WILD HALF』を筆頭に『Romancers』『天より高く!』などがある。また『地獄先生ぬ〜べ〜』（真倉翔・岡野剛）では作画アシスタントやストーリー協力をしていた（連載初期のモブキャラなどに浅美のタッチを確認できる）。
大学時代は漫画研究会に所属し、後にトゥルー・ラブストーリーシリーズの原画を手がける松田浩二の後輩であった。そのため、連載デビュー前は、『月刊マイコン』で4コマ漫画を描いていた松田の代打で時折、4コマ漫画を描いていた。
2019年2月24日、脳梗塞（ラクナ梗塞）を発症。発見が早く、また、比較的軽度であったため点滴での投薬治療とリハビリを行った。同年3月5日に退院。

## 略歴
- 1987年 - 第34回手塚賞準入選（『2001年夢中の旅』） - 同期受賞者：冨樫義博
- 1988年 - 第35回手塚賞入選（『ジャンプ☆ラン』） - 同期受賞者：井上雄彦、出口竜正
- 1991年 - 週刊少年誌で初連載『天より高く!』
- 1992年 - 『天より高く!』連載終了
- 1996年 - 週刊少年ジャンプで『WILD HALF』連載開始
- 1998年 - 『WILD HALF』連載終了
- 1999年 - 週刊少年ジャンプで『Romancers』連載開始
- 2000年 - 『Romancers』連載終了
- 2013年 - 『稚魂’s ANGEL』漫画元気発動計画 Domixより配信開始
- 2014年 - 『WILD HALF　王牙くんの話』 漫画元気発動計画 Domixより配信開始
- 2014年 - 『我が家に降りた天使の話』漫画元気発動計画 Domixより配信開始

## 作品リスト
- WILD HALF（週刊少年ジャンプ、全17巻、文庫版全10巻）
- Romancers（週刊少年ジャンプ、全3巻）
- 天より高く!（週刊少年ジャンプ、全2巻） - 新装版では短編集1・2巻と表記
- ポケットに聖書を（1990年1月15日、集英社）ISBN 978-4420132053[4]
  - ポケットに聖書バイブルを 浅美裕子初期作品集3（1998年6月1日、集英社クリエイティブ）ISBN 978-4420132350[4]
- マンガ川越の歴史 （脚本/花井泰子・監修/大護八郎） - 埼玉県書店商業組合川越支部発行
- めりこみおじさん（サムケVol.1掲載、未単行本化） - 光原伸との合作
- バクツキ（読切・GO!GO!ジャンプ、2007年1月27日増刊掲載）
- ホラー作家に愛され過ぎて眠れない（forcs、全7巻）
- ホラー作家は愛し過ぎて眠れない（forcs、全2巻）
- わいるどは〜ふ（DLcomics、既刊12巻）
- 猫またハイロ（DLcomics、既刊10巻）

## 師匠
- 岡野剛

## 関連人物
- 飛鷹ゆうき
- 光原伸